# Hylesia orbifex
Hylesia orbifex är en fjärilsart som beskrevs av Dyar 1913. Hylesia orbifex ingår i släktet Hylesia och familjen påfågelsspinnare. Inga underarter finns listade i Catalogue of Life.